# (5203) Pavarotti
(5203) Pavarotti es un asteroide perteneciente al cinturón de asteroides, descubierto el 27 de septiembre de 1984 por Zdeňka Vávrová desde el Observatorio Kleť, České Budějovice, República Checa.

## Designación y nombre
Designado provisionalmente como 1984 SF1. Fue nombrado Pavarotti en honor al mundialmente famoso cantante de ópera italiano Luciano Pavarotti.

## Características orbitales
Pavarotti está situado a una distancia media del Sol de 2,235 ua, pudiendo alejarse hasta 2,646 ua y acercarse hasta 1,823 ua. Su excentricidad es 0,184 y la inclinación orbital 2,797 grados. Emplea 1220,62 días en completar una órbita alrededor del Sol.

## Características físicas
La magnitud absoluta de Pavarotti es 13,5. Tiene 5 km de diámetro y su albedo se estima en 0,335.